# Carex glaucescens
Carex glaucescens är en halvgräsart som beskrevs av Stephen Elliott. Carex glaucescens ingår i släktet starrar, och familjen halvgräs. Inga underarter finns listade i Catalogue of Life.